# Строганово (Ленінградська область)
Строганово (рос. Строганово) — селище залізничної станції у Гатчинському районі Ленінградської області Російської Федерації.
Населення становить 37 осіб. Належить до муніципального утворення Дружногорське міське поселення.

## Географія
Населений пункт розташований на південній околиці міста Санкт-Петербурга.

## Історія
Згідно із законом від 16 грудня 2004 року № 113—оз належить до муніципального утворення Дружногорське міське поселення.

## Населення
| 2007 | 2010 | 2017 |
| ---- | ---- | ---- |
| 33   | ↘31  | ↗37  |